# マヌエル・カルドーゾ
マヌエル・カルドーゾ（Manuel Cardoso, 1566年12月11日受洗 - 1650年11月24日 リスボン）は、ポルトガルのルネサンス音楽の作曲家。ドゥアルテ・ローボやポルトガル王ジョアン4世と並ぶ、ポルトガル黄金時代のポリフォニー音楽の作曲家として歴史に名を残している。

## 人物
ポルトアレグレ近郊のフロンテイラに、おそらく1566年に生まれる。エヴォラ大聖堂に関連した声楽伝習所 Colégio dos Moços do Coro においてマヌエル・メンデスとコスメ・デルガーデに師事する。1588年にカルメル会修道院に入会、1589年に誓願を立てる。1620年代初頭にヴィラ・ヴィソーサ大公家に常勤して、バルセロス公、後のポルトガル王ジョアン4世と交友関係に入る。経歴の大半においてカルメル女子修道会 Convento do Carmo の常勤作曲家兼オルガニストとして過ごした。
カルドーゾはパレストリーナのポリフォニー様式を模範としており、ヨーロッパ各地で発達中のバロック音楽の音楽語法を完全に無視した、洗練された厳格様式で作曲している。現存する作品は精巧な複合唱様式のポリフォニー作品しかないが、それ以外の、同時代の様式によるもっと進歩的な多くの作品は、1755年のリスボン大地震とその際の出火によって永久に失われたとされる。
カルドーゾの音楽様式は ビクトリアに共通点が多い。例えば、不協和音の慎重な処理、随所でみられる分割合唱的な書法、当時のイングランドとイベリア半島に共通して見られる、準固有和音的発想の和声法などである。ミサ曲は3曲が現存する。モテットの多くは、ほかならぬジョアン4世を模範としているが、中には直接パレストリーナを模範としているものもある。カルドーゾは、しばしば国王ジョアン4世の支援で費用を工面し、各地で作品を出版した。